# Gruppi Armati Radicali per il Comunismo
I Gruppi Armati Radicali per il Comunismo furono una formazione di ispirazione anarcocomunista sorta a Genova dopo con l'esperienza del movimento del Settantasette.

## Idee ed azioni
Questa organizzazione nacque a inizi 77 a Genova all'interno dell'area libertaria che nel corso degli anni precedenti aveva fatto riferimento al prof. Faina e a gruppi che avevano assunto diversi nomi, dagli storici Rosa Luxemburg, Lega operai Studenti, Ludd fino al gruppo sorto nel 1975 e citato da Moretti nell'intervista a Rossana Rossanda e ribattezzato in recente intervento di Emilio quadrelli nel libro "Gli autonomi" [a Genova], a cura di Moroni e Demontis,  "Brigata fainista". 
Le sue idee si rifacevano quindi al già esistente situazionismo che Azione Rivoluzionaria aveva adottato col modello organizzativo dei "gruppi di affinità", che oltre a colpire i centri del potere capitalista, con azioni violente ma programmaticamente non sanguinarie si alternavano ad altre irridenti per ridicolizzare le istituzioni statali e i loro rappresentanti, tale nel 78 uno scritto contro Leo Valiani paragonato al generale Custer e con messaggi di "attenzione" meno benevola verso Oronzo Reale e il PRI, che durante il rapimento Moro era arrivato a proporre il ripristino della pena di morte. 
I principali attentati dei GAR furono quello incendiario alla Borsa di Genova del 2 febbraio del 1977, quello contro la sede della società immobiliare SCI di Carignano accusata di fare speculazione edilizia nel vecchio centro radendo al suolo le case dei proletari e deportandoli in periferia, infine quello contro il Centro Ligure degli affari in Francoforte con le stesse motivazioni ma in più diretto riferimento all'uccisione dei detenuti della RAF tedesca nel carcere di Stammheim.
Successivamente i GAR confluirono in AR ritrovando Faina come storica guida, entrato in clandestinità nel Biellese e a Milano a seguito dell'emissione di un mandato di cattura nei suoi confronti,
AR era una vera ramificata organizzazione che era sorta anche dal passaggio degli anarchici all'azione diretta anche armata con epicentro in Toscana ed era internazionale avendo legami col 68 francese, ma soprattutto con fuorusciti cileni di provenienza socialista e con giovani tedeschi, uomini e donne, e tutto il mondo della Difesa dei condannati politici in Europa
La sola azione, pur isolata, degli ex GAR genovesi fu quella del novembre 78 con colpi dimostrativi contro la casa dell'ing. Fuselli, vecchio e storico stratega del potere immobiliare.
Nel dicembre 1982 alcune dichiarazioni del pentito BR Carlo Bozzo portarono all'arresto o incriminazione di alcune persone ritenute membri dello scomparso gruppo. Il Bozzo accusava de relato di Livio Baistrocchi, Br ma già stato assai vicino a Faina provenendo da Potere Operaio, e di Fulvia Miglietta dirigente cattolica delle Br in cui rappresentava il GAP 22 ottobre del cui capo politico era stata la compagna per un decennio. La donna smentì il Bozzo e gli incriminati furono prosciolti (vedi giornali d'epoca e gli atti nell'Archivio dell'Assise 1982-63).
I GAR prendevano il proprio nome per filiazione anche politica dai GARI francesi, legati al MIL del povero Salvador Puig, garrotato nel febbraio 74 dal sanguinario regime franchista, con seguito atroce nell'estate del 1975 e la fucilazione di membri dell'ETA e di rivoluzionari marxisti. Il GARI vendicava la barbara esecuzione di Puig con azioni contro i pullman spagnoli sui Pirenei e la citata "Brigata fanista" aveva del pari incendiato due pullman e fatto saltare una serranda come protesta per le due successive esecuzioni capitali.
I GAR entrarono nel noto processo alla presunta colonna br e la retata in massa o blitz del generale Dalla Chiesa del maggio 1979, ipotesi erronea che portò alla modifica in "BR, AR e qualsiasi altra organizzazione" con autonomi, azionisti libertari, vecchi anarchici antifranchisti, marxisti leninisti, ex lotta continua e soli tre br (dei quali solo Enrico Fenzi attivo).
Il risultato fu a più riprese e a percorso giudiziario concluso l'assoluzione di tutti venti gli imputati tranne tre. E la presenza fra gli imputati di alcuni presunti ex GAR e AR fece sì che i comunicati degli attentati, vere e proprie inchieste, si trovino allegati agli atti del maxiprocesso, in Archivio dell'Assise. Se ne trova ampia ricostruzione nel libro di Casazza "Gli imprendibili".